# Campolongo Maggiore
Campolongo Maggiore es una localidad italiana de la provincia de Venecia, región de Véneto, con 10.108 habitantes.

## Evolución demográfica
| Gráfica de evolución demográfica de Campolongo Maggiore entre 1861 y 2001 |
|                                                                           |
| Fuente ISTAT - elaboración gráfica de Wikipedia                           |